# Museo etnografico (Budapest)
Il museo etnografico di Budapest (in ungherese Néprajzi Múzeum) è situato in un edificio progettato da Alajos Hauszmann e realizzato tra il 1893 e il 1896, che fu usato inizialmente come palazzo di Giustizia e poi, sino al 1945, come Corte Suprema. Lo stile del palazzo fonde insieme elementi rinascimentali, barocchi e classici. Nella facciata domina un grande porticato, sovrastato da due torri, con un frontone decorato che raffigura la divinità romana della giustizia su un carro trainato da tre cavalli, opera di Károly Senyei.
Sul grande atrio dell'ingresso principale si apre una scalinata; i soffitti sono decorati da affreschi di Károly Lotz. Il palazzo servì per la prima volta come museo nel 1957, quando ospitò la Galleria Nazionale Ungherese, poi trasferita nel palazzo reale. Dal 1973 è diventato il museo etnografico.
La collezione del museo fu allestita in origine nel 1872 nella sezione etnografica del Museo Nazionale Ungherese. Oggi conta più di 170 000 pezzi, la maggior parte dei quali di solito non sono esposti. La collezione include oggetti della cultura contadina ungherese dalla preistoria al XX secolo. Una carta del 1909 mostra gl'insediamenti delle diverse comunità ungheresi. Il museo ospita testimonianze di tali comunità insieme a quelle di comunità primitive delle Americhe, dell'Africa, dell'Asia e dell'Australia. Tra le esposizioni permanenti, vi sono quella della cultura tradizionale ungherese e quella che va dalle comunità primitive alla civilizzazione.